# Valea Morii, Alba
Valea Morii este un sat în comuna Vidra din județul Alba, Transilvania, România. La recensământul din 2002 avea o populație de 147 locuitori.